# S/2005 (2005 EO304) 1
S/2005 (2005 EO304) 1, também escrito como S/2005 (2005 EO304) 1, é o objeto secundário do corpo celeste denominado de 2005 EO304. Ele é um objeto transnetuniano que tem cerca de 78 km de diâmetro e orbita o corpo primário a uma distância de 69 800 ± 2 050 km.

## Descoberta
S/2005 (2005 EO304) 1 foi descoberto no dia 15 de abril de 2005 pelos astrônomos S. D. Kern e J. L. Elliot através do Observatório de Las Campanas e sua descoberta foi anunciada em 10 de maio de 2005.